# Közönséges mogyoró-csészegomba
A közönséges mogyoró-csészegomba (Encoelia furfuracea) a Cenangiaceae családba tartozó, Európában és Észak-Amerikában honos, mogyoró és éger elhalt ágain élő, nem ehető gombafaj. 

## Megjelenése
A közönséges mogyoró-csészegomba termőteste 0,5-2 cm széles, átmérőjű, általában szabálytalan csésze alakú, sokszorosan gyűrött, csillag, korona vagy néha agyvelőszerű; fiatalon zárt, majd a csésze felnyílik. A felnyílott csésze széle általában tépett. Külső része erősen korpás, gyapjas (ami könnyen letörölhető). Színe bézsbarnás.
Kinyílva válik láthatóvá belső, sima, sárgásbarna, vörösesbarna vagy sötétbarna termőrétege.
Húsa nagyon vékony, nedvesen bőrszerű, szárazon merev; halványbarna vagy sárgásbarna színű. Szaga és íze nem jellegzetes.
Aszkuszai nyolcspórásak, méretük 90-100 x 6-7 µm. Az aszkospórák hengeresek vagy kolbász alakúak, végük lekerekített, simák, méretük 7-8,5 (9) x 1-2 µm.

### Hasonló fajok
Élőhelye, termőideje és korpás-gyapjas külső oldala alapján jól beazonosítható. Rokonai általában kisebbek, nagyobb csoportokban fordulnak elő és más fafajokon gyakoriak. Esetleg a feketésbarna nyárfa-csészegomba és a lilásbarna csészegomba hasonlíthat hozzá. 

## Elterjedése és termőhelye
Európában és Észak-Amerikában honos. 
Mogyoró és éger elhalt ágain, törzsén él; kezdetben a kéreg alatt fejlődik, majd átszakítja a kérget. Általában kisebb csoportokban (ritkán egyesével) található meg. Ősz végén, az enyhébb téli hónapokban és tavasszal terem. 

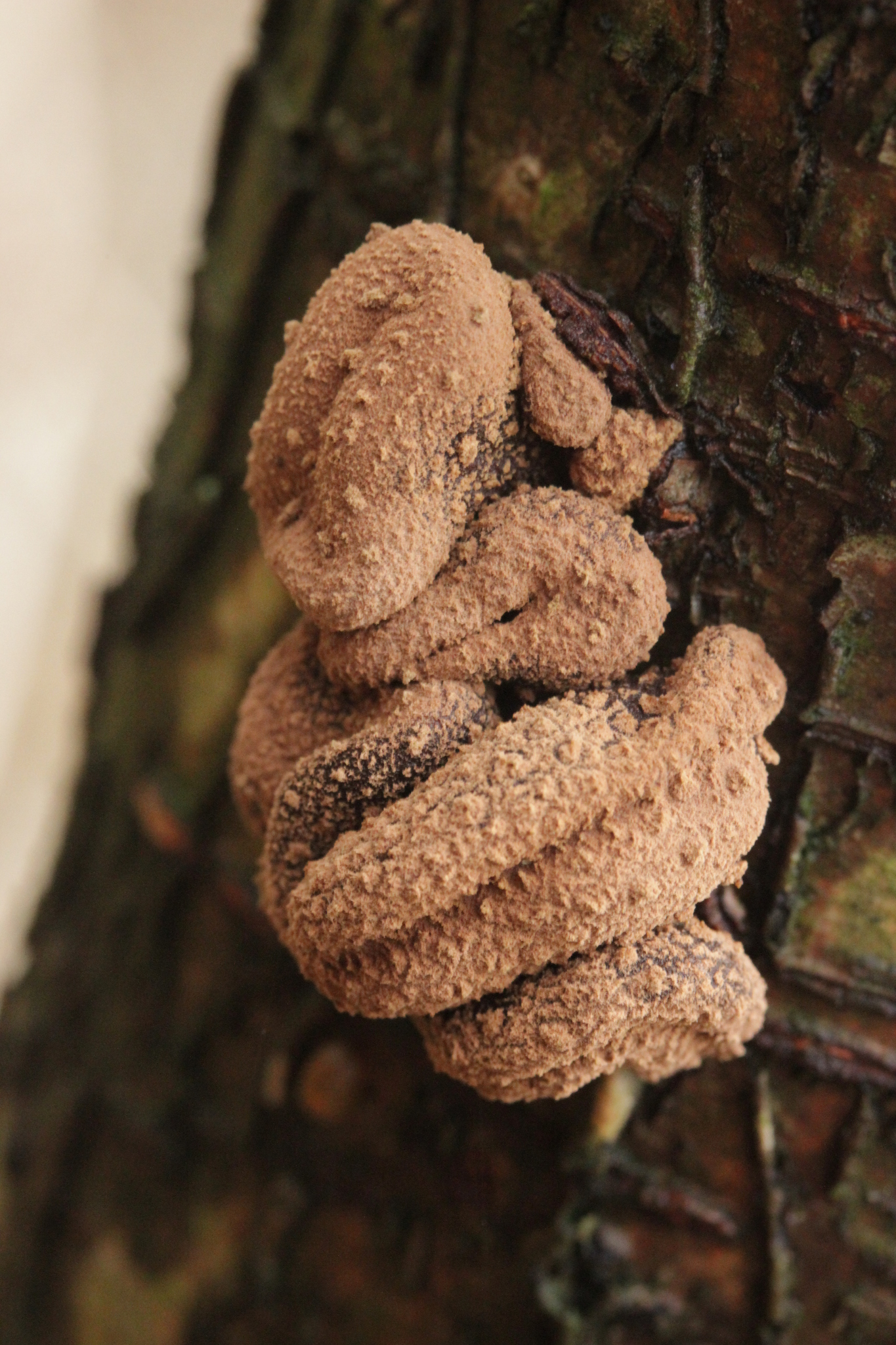
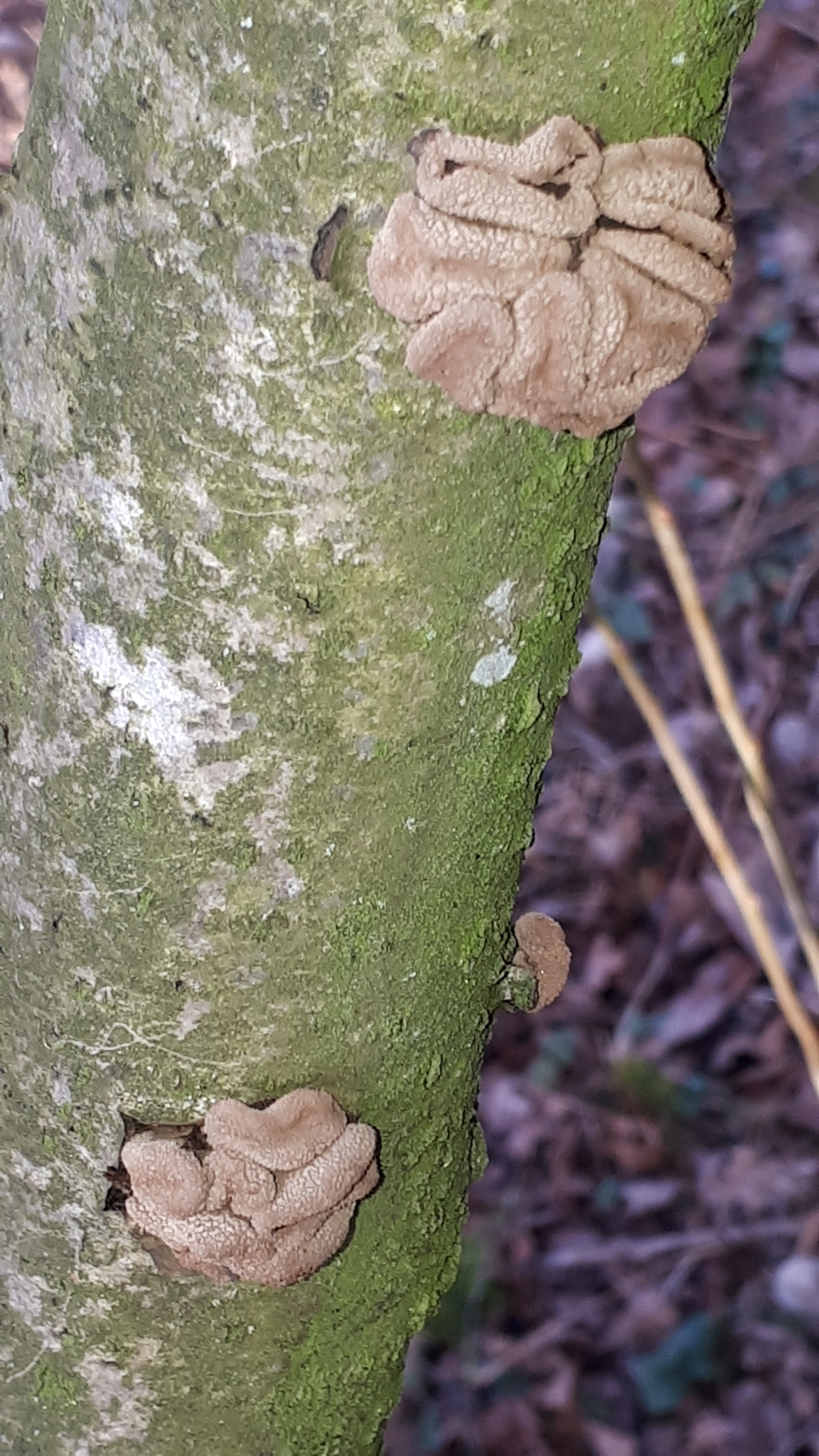
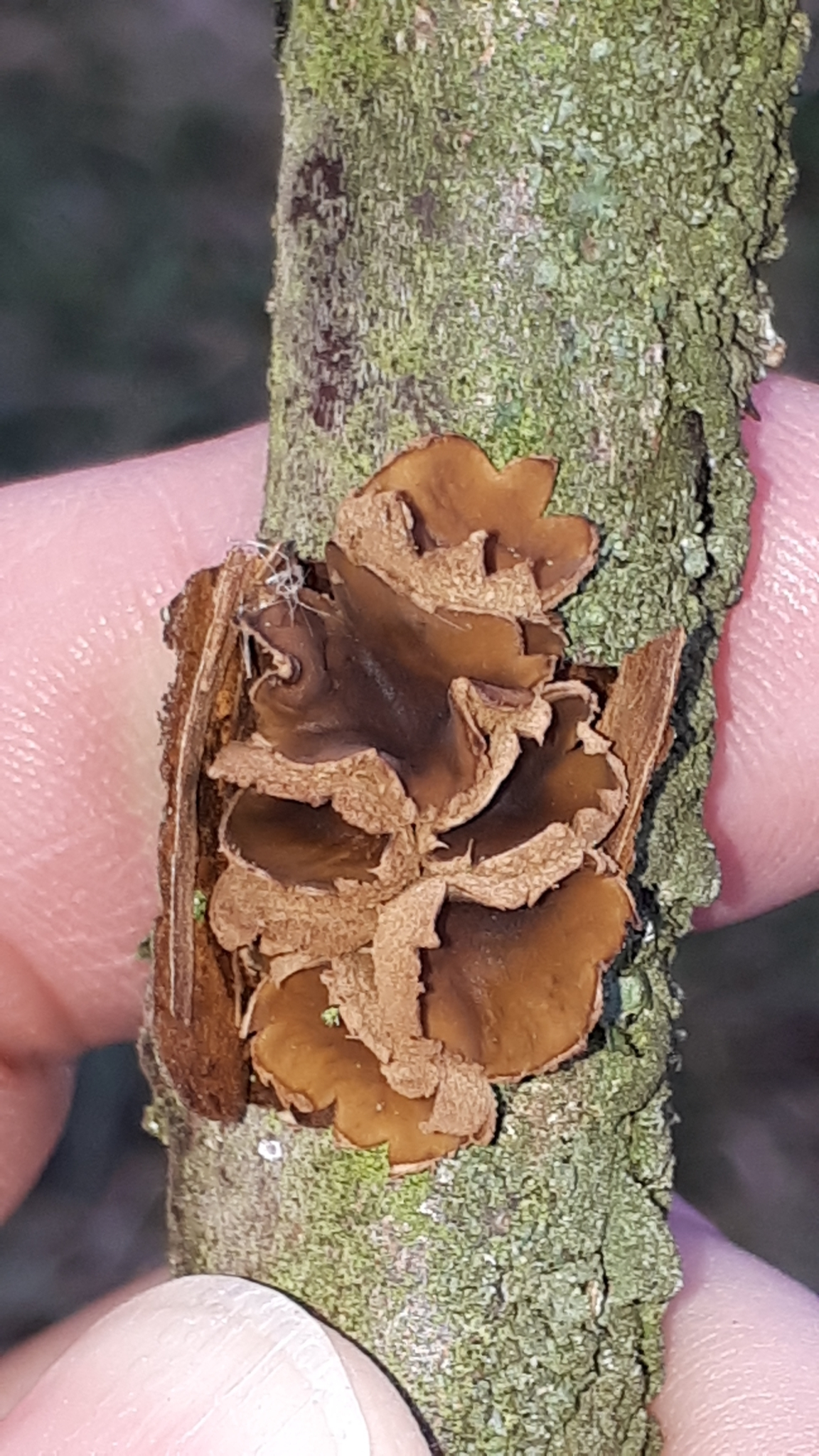
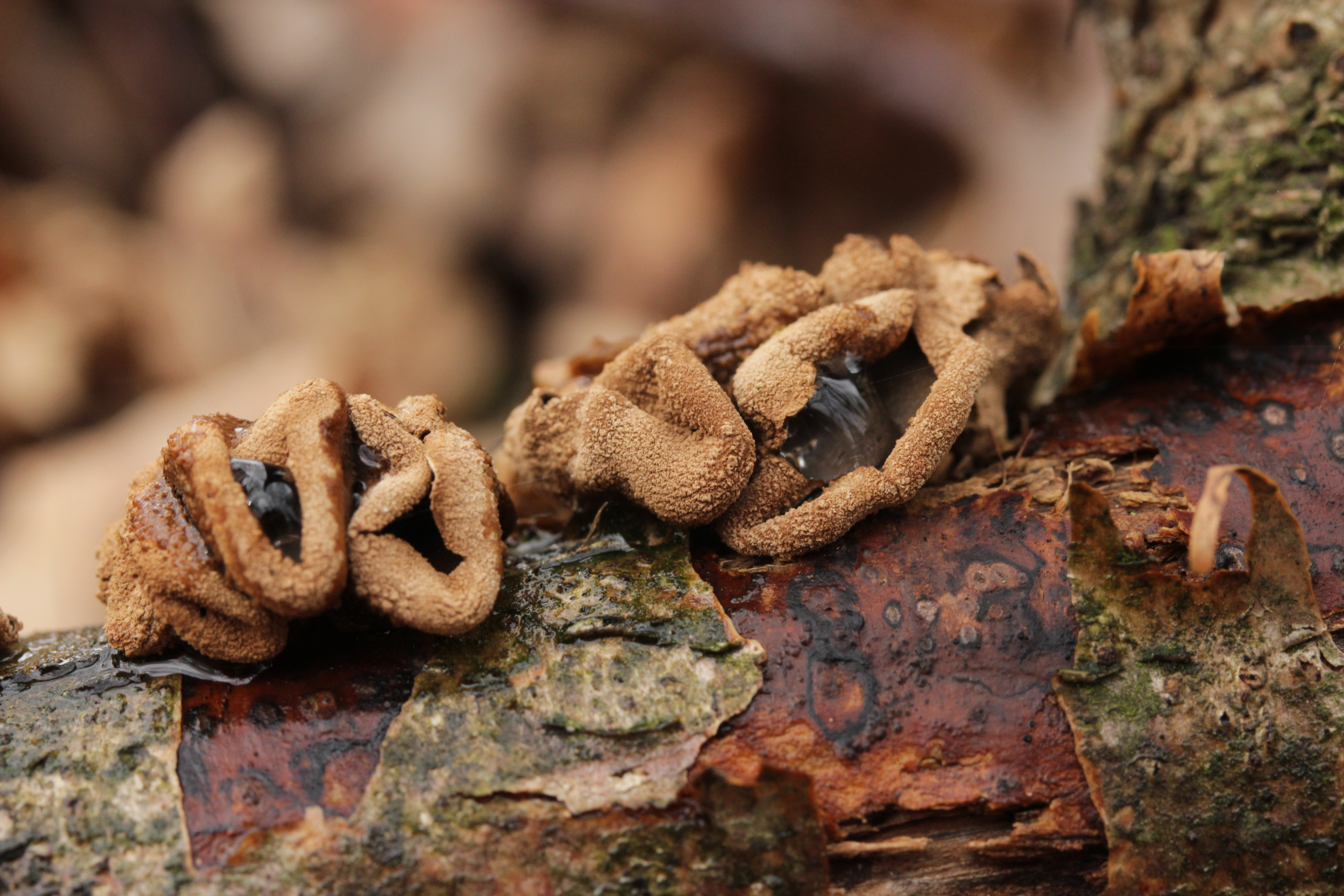
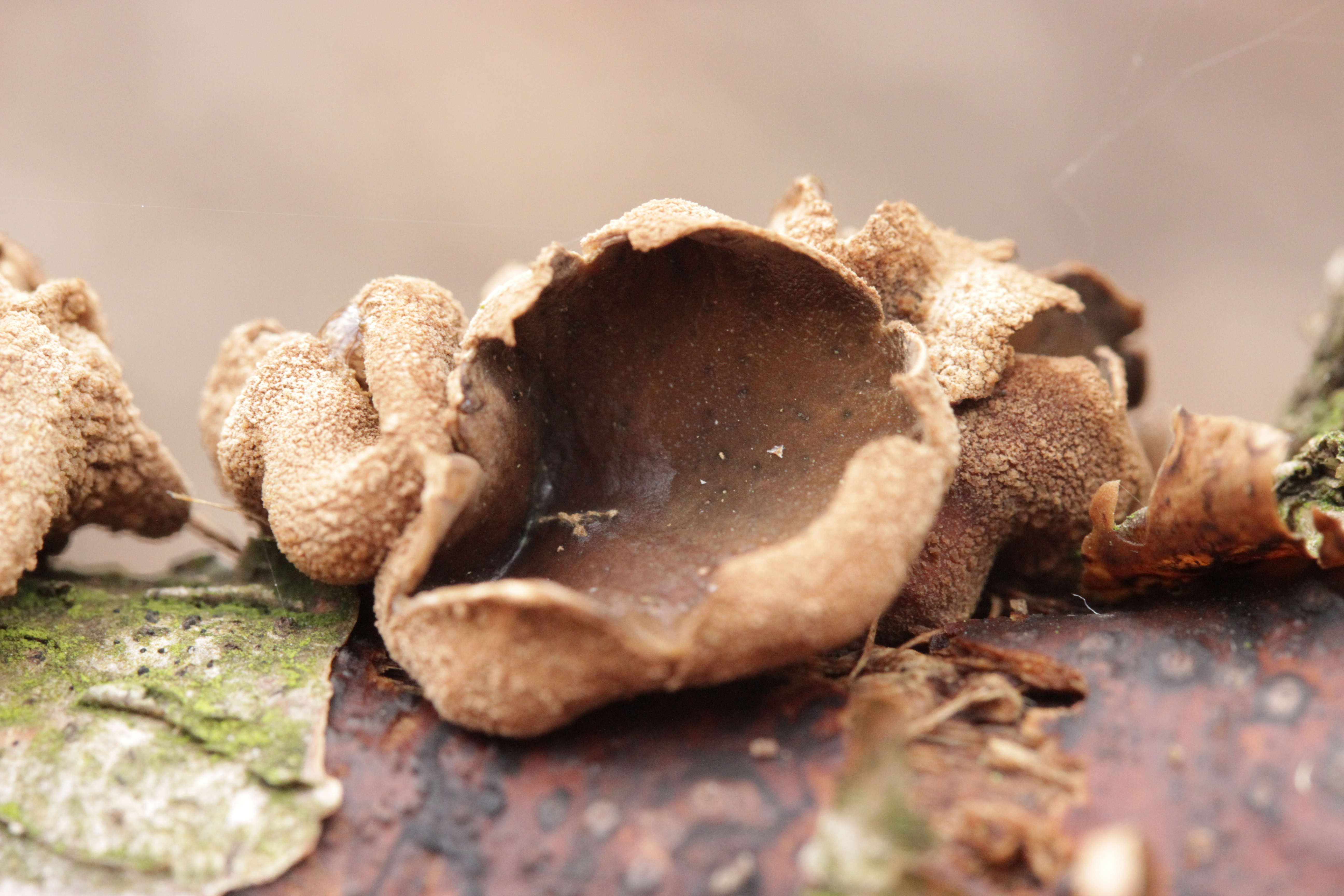

Nem ehető.    